# 대한민국-스웨덴 관계

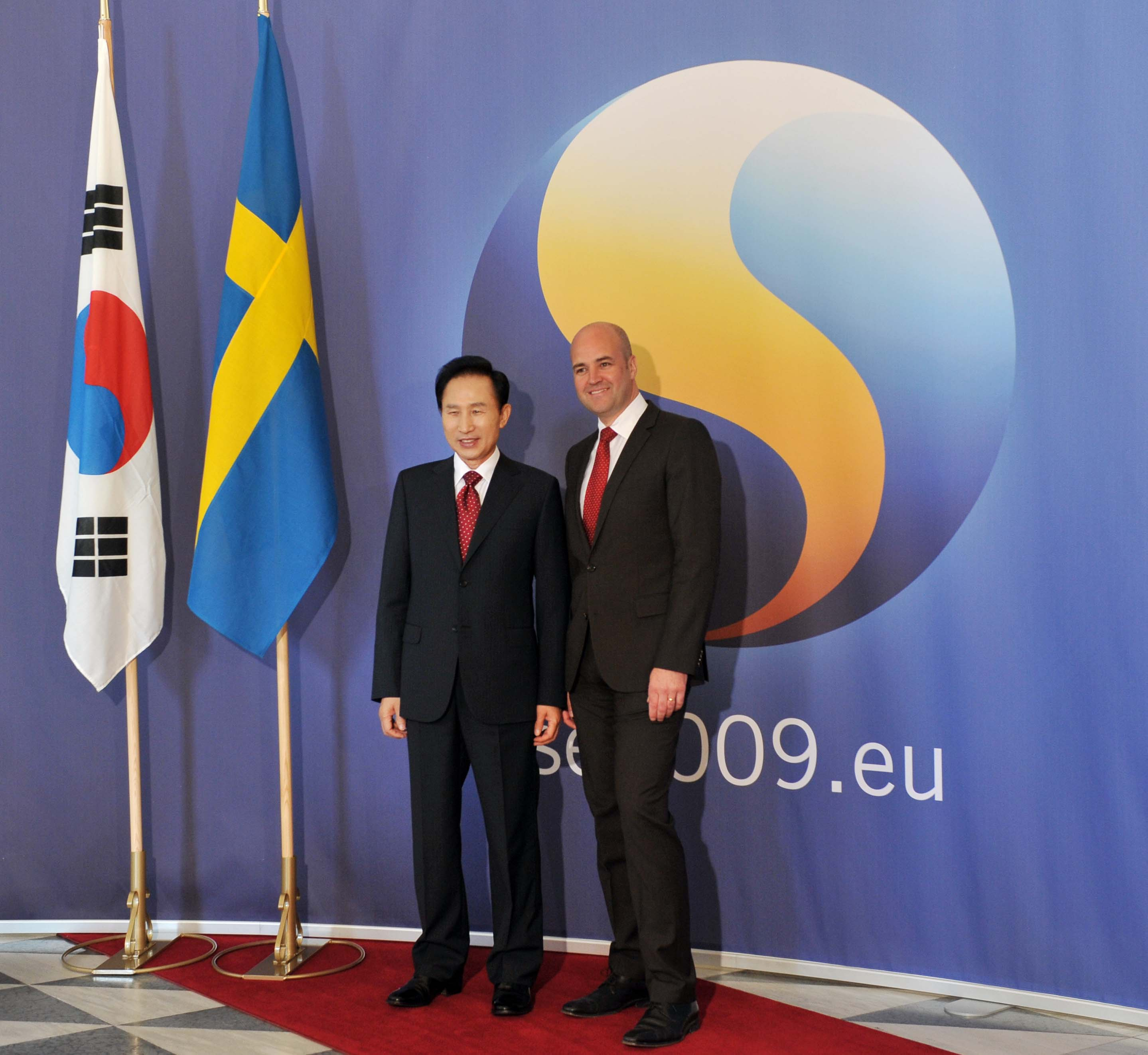
이명박 대한민국 대통령과 프레드리크 레인펠트 스웨덴 총리

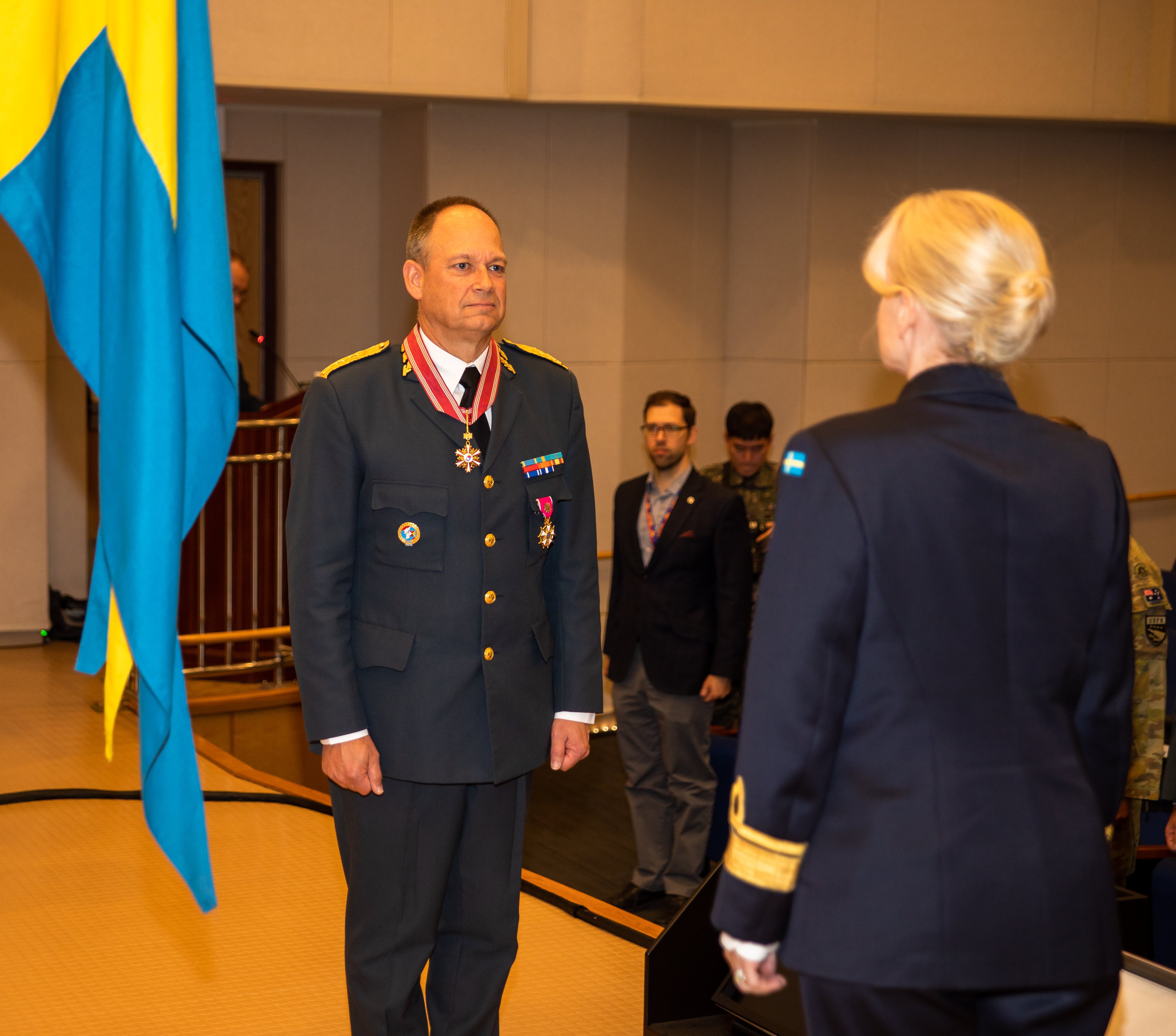
중립국감독위원회 스웨덴 대표의 이취임식

대한민국과 스웨덴은 1959년에 수교하였다. 이때, 스웨덴은 조선민주주의인민공화국과도 수교하였다. 두 국가는 국방 차원에서 깊은 관계를 맺고 있다. 스웨덴은 한국 전쟁 때에는 국제연합군의 일원으로서 부산에 야전병원을 설치하여 부상병 및 민간인을 치료하였다. 또한 스웨덴은 유엔군 의료지원국으로 활동하며 야전병원을 운영하여 부상병 치료에 기여하였다. 스웨덴, 덴마크, 노르웨이는 의료지원국으로서 바이킹 뷔페를 한국에 소개한 국가다. 현재 스웨덴은 중립국 감독위원회에 인원을 파견하여 한반도 평화에 기여하고 있다. 2009년에는 한EU 자유 무역 협정 체결 후 이명박 대통령과 프레드리크 레인펠트 총리가 한스웨덴 정상회담을 가졌다.
대한민국은 스톡홀름에, 스웨덴은 서울에 각각 대사관을 두고 있다. 모두 2,050명(재외국민 922 명, 시민권자  1,128 명)의 한민족들이 스웨덴에 거주(2010년 12월 기준)하고 있다. 또한 스웨덴에 입양된 한국인들 또한 스웨덴에 거주하고 있다. 또한 도 국가는 워킹홀리데이 제도를 운영한다.
2021년부터 한국과 스웨덴은 녹색전환연합을 결성하여 탄소 중립 실천에 협력하고 있다.

## 정무
| 대수 | 이 름          | 임기               | 비고 |
| ---- | -------------- | ------------------ | ---- |
| 1    | 유재흥(劉載興) | 1963. 8 ~ 1967. 9  |      |
| 2    | 강문봉(姜文奉) | 1967. 9 ~ 1971. 8  |      |
| 3    | 방희(方熙)     | 1971.11 ~ 1972.12  |      |
| 4    | 채명신(蔡命新) | 1972.12 ~ 1973.11  |      |
| 5    | 장상문(張相文) | 1973.11 ~ 1975. 8  |      |
| 6    | 김세원(金世源) | 1975. 8 ~ 1978. 5  |      |
| 7    | 윤하정(尹河珽) | 1978. 5 ~ 1980. 4  |      |
| 8    | 강영규(姜永奎) | 1980. 4 ~ 1983. 1  |      |
| 9    | 이창수(李昌洙) | 1983. 2 ~ 1986. 3  |      |
| 10   | 이연채(李延彬) | 1986. 3 ~ 1989. 2  |      |
| 11   | 최필립(崔弼立) | 1989. 2 ~ 1990. 2  |      |
| 12   | 최동진(崔東鎭) | 1990. 2 ~ 1992.12  |      |
| 13   | 이시용(李時容) | 1992.12 ~ 1993. 5  |      |
| 14   | 채의석(蔡義錫) | 1993. 5 ~ 1995.12  |      |
| 15   | 이창범(李昌範) | 1996. 2 ~ 1998. 8  |      |
| 16   | 손명현(孫明鉉) | 1998. 8 ~ 2001. 2  |      |
| 17   | 금정호(琴正鎬) | 2001. 2 ~ 2003. 7  |      |
| 18   | 정영조(鄭榮助) | 2003. 7 ~ 2005.12  |      |
| 19   | 이준희(李浚熙) | 2005.12 ~ 2008. 5  |      |
| 20   | 조희용(曺喜庸) | 2008. 5 ~ 2011. 3  |      |
| 21   | 엄서정(嚴錫正) | 2011. 3 ~ 2013. 6  |      |
| 22   | 손성환(孫聖煥) | 2013. 6 ~ 2015. 10 |      |
| 23   | 남관표(南官杓) | 2015. 10 ~ 2017. 6 |      |
| 24   | 이정규(李汀圭) | 2017. 6 ~          |      |

## 문화
여러 도서관과 박물관·미술관에는 한국과 관련된 도서와 유물이 소장되어 있으며, 스톡홀름 대학교에서는 한국학을 연구한다. 1926년 황태자였던 구스타프 6세 아돌프(재위 1950-1972)가 경주를 방문해 봉총(鳳塚)의 발굴을 참관하였고, 이를 기념하여 서봉총(瑞鳳塚)이라는 이름이 지어졌다.
2019년에는 스웨덴과 대한민국의 수교 60주년을 맞아 위키갭 에디터톤 등 여러 행사가 개최되었다.

## 같이 보기
- 주스웨덴 대한민국 대사관
- 주한 스웨덴 대사관